# Aphanius mesopotamicus

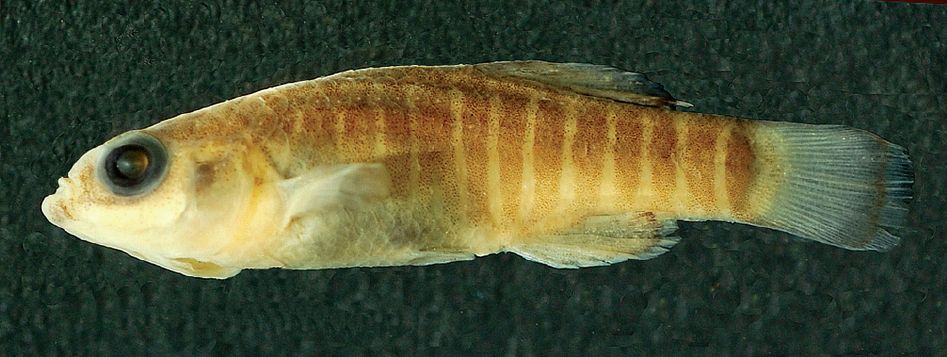
Mascle

Aphanius mesopotamicus és una espècie de peix pertanyent a la família dels ciprinodòntids.
Es troba a Àsia: l'Iran i l'Iraq (conca del riu Karkheh).
És un peix d'aigua dolça, bentopelàgic i de clima subtropical (15 °C-22 °C), el qual viu només en dos indrets en un riu que fa 25 m d'ample i en un dels seus canals que en fa 30 (el riu té un fons fangós amb joncs i canyes, mentre que el canal també és fangós però amb algues verdes filamentoses).
El mascle pot arribar a fer 2,4 cm de llargària i la femella 2,93. Tenen 11-13 radis tous a l'aleta dorsal i 10-12 a l'anal. Els mascles no tenen franges a l'aleta caudal però si que en tenen (entre 10 i 15) als flancs. Les femelles presenten taques irregulars als flancs.
És inofensiu per als humans.